# Гонёндз (гмина)
Гонёндз (пол. Goniądz) — городско-сельская гмина (волость) в Польше, входит как административная единица в Монькский повет, Подляское воеводство. Население — 5253 человека (на 2004 год).

## Демография
| Перепись                       | Всего   | Всего | Женщины | Женщины | Мужчины | Мужчины |
| ------------------------------ | ------- | ----- | ------- | ------- | ------- | ------- |
| Единицы                        | человек | %     | человек | %       | человек | %       |
| Население                      | 5253    | 100   | 2671    | 50,8    | 2582    | 49,2    |
| Плотность населения (чел./км²) | 13,9    | 13,9  | 7,1     | 7,1     | 6,9     | 6,9     |

## Поселения
1. Бялосукня
2. Будне
3. Будне-Жарново
4. Давидовизна
5. Долы
6. Довнары
7. Гонёндз
8. Клевянка
9. Крамкувка-Дужа
10. Крамкувка-Мала
11. Кшече
12. Лазы
13. Меркенники
14. Ольшова-Дрога
15. Осовец
16. Осовец-Твердза
17. Овечки
18. Пивовары
19. Плохово
20. Смогорувка-Долистовска
21. Смогорувка-Гонёндзка-И
22. Шафранки
23. Усчанек
24. Войтувство
25. Вулька-Пясечна
26. Вроцень

## Соседние гмины
1. Гмина Барглув-Косцельны
2. Гмина Граево
3. Гмина Ясвилы
4. Гмина Моньки
5. Гмина Радзилув
6. Гмина Райгруд
7. Гмина Штабин
8. Гмина Тшчанне